# Bangassi-Mamoudoud
Pour les articles homonymes, voir Bangassi.
Bangassi-Mamoudoud est une commune située dans le département de Doumbala de la province de Kossi au Burkina Faso.